# Nils Persson i Svensköp
Nils Persson (i riksdagen kallad Persson i Svensköp), född 22 mars 1901 i Svensköp, död där 8 december 1969, var en svensk lantbrukare politiker (folkpartist). 
Nils Persson, som kom från en bondesläkt, var lantbrukare 1925-1945 i Svensköp, där han också valdes till ordförande i kommunalnämnden 1931 och ordförande i kommunalfullmäktige 1938. Efter kommunsammanslagningen var han ledamot i kommunalfullmäktige och kommunalnämnden i Östra Frosta 1952-1968. Han hade också framträdande uppdrag i lantbrukets organisationer, bland annat som ordförande i Sveriges fjäderfäavelsförening 1956-1966.
Han var riksdagsledamot i andra kammaren för Malmöhus läns valkrets 1945-1952 samt 1957-1958, och i första kammaren för samma valkrets under 1969. I riksdagen var han bland annat ledamot i bevillningsutskottet 1949-1952 och 1957-1958 samt i första lagutskottet 1969. Han var främst engagerad i jordbrukspolitik, men var också tidigt ute med att uppmärksamma problemet med luftföroreningar från industrin. 